# 山口明
山口 明（やまぐち あきら、1947年 -　）は日本の左官職人。二級建築士事務所山口巧芸舎主宰。東京都左官職組合連合会青年部平成会所属。

## 来歴
京都市に生まれる。
1970年に日本大学理工学部を卒業して石油会社に入社する。2000年に退社し、埼玉県仕上高等専門校及び東京都立足立専門校を卒業後、有限会社原田左官工業所に入職した。2002年、建築工事管理及び左官業である二級建築士事務所山口巧芸舎を設立する。